# 이사악
이삭 또는 이사악(히브리어: יִצְחָק‎, 현대 히브리어: Yitskhak, 티베리아 히브리어: Yiṣḥāq, "그가 웃을 것이다", 고대 그리스어: Ἰσαάκ Isaak, 아랍어: إسحاق 또는 إسحٰق ʼIsḥāq)은 히브리어 성경과 쿠란(코란)에 등장하는 아브라함과 사라의 유일한 아들이자, 야곱과 에서의 아버지이다. 창세기에 따르면 아브라함이 100세이고 사라가 90세일 때 이삭을 낳았다고 한다.
창세기에 따르면, 아브라함은 하느님께서 명령하심에 따라 이삭을 모리아산으로 데려가 이삭을 번제로 바치기 위한 제단을 쌓는다. 마지막 순간에 천사가 급히 그를 막는다. 이 사건을 통해 아브라함은 하느님의 시험에 통과했다.
이삭은 아브라함-이삭-야곱으로 이어지는 이스라엘의 조상 3대 계보 속 세 인물 중 유일하게 이름이 변하지 않으며, 가나안 땅에서 유일하게 벗어나지 않은 인물이다. 아브라함과 야곱과 비교했을 때, 이삭은 상대적으로 평온한 삶을 살았다고 평가받는다. 180세가 되어 죽었으며 셋 중에 가장 오래 살았다.

## 어원
영어화된 표기인 아이작(Isaac)은 히브리어 '이쯔앜'(Yiṣḥāq)의 음역으로, 그것의 의미는 "그가 웃는다/웃을 것이다."이다. 기원전 13세기에 쓰여진 우가리트어 문서에서는 가나안 종교의 신 엘의 인자한 미소에 대해 언급하고 있다. 그러나 창세기에서는 엘이 아니라 이사악의 부모인 아브라함과 사라가 웃은 것으로 보고 있다. 성경에서는 다음과 같이 묘사하고 있다. 엘로힘께서 아브라함에게 아들을 주신다는 약속을 하였을 때 아브라함은 얼굴을 떨어뜨리고 웃었다. 왜냐하면 부인 사라는 너무 늙어 아기를 가질 수 없는 상태였기 때문이다. 이후 사람으로 나타나신 하나님께서 사라에게 다시 언약하였을 때, 사라는 같은 이유로 속으로 웃었다. 엘로힘께서는 아브라함에게 사라가 왜 웃냐고 물었고 사라는 이를 부인하였다.

## 역사성
야곱, 이싸갈, 아셀과 같은 성경의 족장들의 이름은 대부분의 성경 학자들이 성경의 족장들이 살았다고 믿는 시기인 중기 청동기 시대(MBA; 기원전 2000-1500년)의 기록인 13왕조의 브루클린 파피루스 35.1446에서 유사한 이름이 확인되기도 한다. 마찬가지로 시리아 지역에는 성서 속 베냐민과 같은 이름의 셈족 부족들이 활동하였었지만, 이러한 이름들은 이후 시대에도 사용된 일반적인 셈족 이름이기 때문에 족장들의 이야기의 역사성을 증명하지는 않는다.

일부 학자들은 이삭을 " 전설적인 인물" 또는 " 부족 역사를 대표하는 인물" 또는 " 반유목민 지도자"로 묘사한다. 이삭의 이야기는 창세기의 다른 족장 이야기와 마찬가지로 일반적으로 "그들의 초기 히브리 목축 경험의 민간 기억과 구전 전통에 기원을 두고 있다." Cambridge Companion to the Bible은 족장들의 성경 이야기에 대해 다음과 같이 논평한다.
그러나 이 모든 이야기는 그들의 세계와 문학적 성장 및 구성의 시대 사이에 거리를 유지하지만 후기의 정치적 현실을 반영합니다. 이야기의 대부분은 이야기가 기록되기 시작했을 때(기원전 8세기) 이스라엘 정치 세계의 일부였던 민족과 조상 사이의 관계를 다루고 있습니다. 롯은 암몬과 모압의 트란스요르단 민족의 조상이며, 이스마엘은 비록 구약 성서에 네게브에 있지만 북아라비아에 거주한 것으로 알려진 유목민을 의인화합니다. 에서는 에돔을 의인화하고(36:1), 라반은 이스라엘 북쪽에 있는 아람 국가들을 대표합니다. 끈질긴 주제는 조상들과 가나안 토착민들 사이의 차이점입니다… 사실, 유다와 이스라엘의 차이점에 대한 주제는, 조상들에 의해 의인화된 것처럼, 왕정 시대의 이웃 민족들과 유다와 이스라엘의 하나님이 모든 민족들에게 축복을 가져다 주기 위해 선택한 것을 명확하게 표현하기 위해 신학적 봉사에 효과적으로 강조됩니다.
히브리 성서 학자인 마르틴 노트에 따르면, 이삭의 이야기는 서부 요르단 야곱의 이야기보다 더 오래된 문화 단계로 거슬러 올라간다. 그 시대에 이스라엘 지파들은 아직 정착 생활을 하지 않았다. 목초지를 찾는 과정에서 그들은 블레셋 남부에서 정착한 시골 주민들과 접촉하게 되었다. 성서 역사가 A. 욥센은 이삭의 전통과 북부 사이의 연관성을 믿으며 이 이론을 뒷받침하기 위해 아모스 7:9("이삭의 산당")을 인용한다.
알브레히트 알트 와 마르틴 노트는 "이삭의 형상은 오경 전통의 성장의 남부-팔레스타인 단계에서 이전에 '조상들 신'의 숭배와 결합되었던 약속의 주제가 이스라엘의 신조에 통합되었을 때 향상되었다."라고 주장한다.  마르틴 노트에 따르면 오경 전통의 성장의 남부 팔레스타인 단계에서 이삭은 성경의 족장 중 한 사람으로 확립되었지만 그의 전통은 아브라함에게 유리하게 물러났다.
이스라엘 핀켈슈타인과 같은 학자들은 이삭이 브엘세바에서 숭배된 조상일 수 있으며 그에 관한 가장 오래된 전통은 아모스 7:9에 나오는 바와 같이 적어도 기원전 8세기로 거슬러 올라가는 조상 신화일 수 있다고 제안했고, 동시에 아브라함 전승이 흡수했을 가능성이 있거나 그 반대일 가능성이 있는 그랄 왕 아비멜렉과 블레셋 사람들과 이삭 사이에 있었던 일에 대한 이야기는 기원전 7세기에 유래하였고 기원전 7세기를 배경을 할 수 있으며, 당시는 그랄(텔 하로르 Tel Haror)이 특별한 중요성을 갖고 앗수르 행정 중심지를 요새화하던 때였고, 아비멜렉과 유사한 이름의 아히밀키(Ahimilki)라는 아스돗의 왕이 있었던 때였고, 유다가 므낫세 아래 앗수르의 복종하는 속국이었기 때문에 유다 왕국은 유다 영토의 일부를 되찾을 수 있었을 가능성이 가장 높은 때였다는 것을 근거로 하여 산헤립이 블레셋 도시로 이전한 유다 영토를 유다 왕국이 다시 유다의 영토로 삼은 때에 이를 정당화하고 합법화하는 것을 목표로 만들어진 전승으로 추정된다고 제안하였다. 참고로, 이스라엘 핀켈슈타인은 아브라함은 헤브론에서 숭배되는 조상으로, 야곱은 이스라엘에서 숭배되는 조상으로 추정된다고 제안했지만, 야곱과 관련한 가장 오래된 전승, 곧, 그와 그의 삼촌 아람인 라반이 자신들 사이의 국경을 설정했다는 이야기는 길르앗에서 유래되었을 수도 있다고 제안하였다.

## 성경에서의 묘사

### 탄생

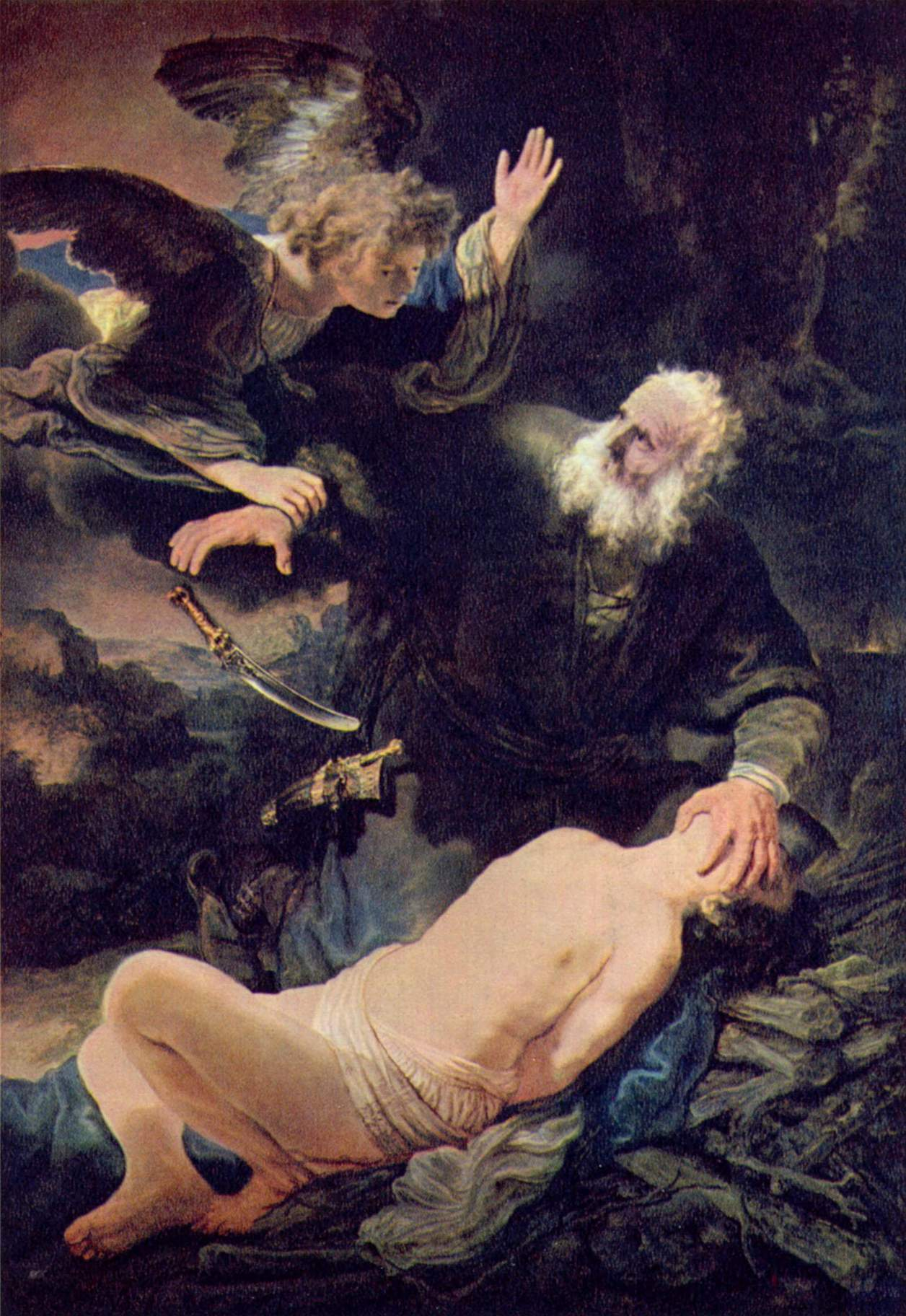
이사악의 희생을 막는 천사. 아브라함과 이사악(Abraham and Isaac), 렘브란트 판 레인, 1634

족장 아브라함에게 아들이 생길 것이며, 그 이름은 이사악이라는 예언이 있었다. 아브라함이 백 살이 되었을 때 그의 첫 부인 사라에게서 아들이 태어났다. 아브라함의 두 번째 아들이자 사라의 첫 번째이자 유일한 아이였다.
이사악은 태어난 지 팔 일째 되는 날 할례를 받았는데, 이는 아브라함의 자손들이 모두 할례를 받아야 하는 하느님와의 계약을 준수한 것이다.
이사악이 자라 젖을 뗀 후, 사라는 이스마엘이 이삭을 놀리는 것을 보고 아브라함에게 이스마엘과 그의 어머니인 여종 하갈을 내쫓으라고 요구했는데, 그제야 비로소 이사악이 아브라함의 유일한 상속자가 될 수 있었다. 아브라함은 머뭇거렸지만 하나님의 명령에 따라 부인의 요청을 따랐다.

### 번제
이사악이 유년기를 보내던 어느 날, 아버지 아브라함은 그를 모리아산으로 데려갔다. 신의 명령에 따라서 아브라함은 희생 제물을 위한 제단을 쌓고 그의 아들 이삭을 제물로 삼았다. 그는 아들을 결박하여 제단 위에 놓고 그를 죽이려고 했는데, 마지막 순간에 하나님의 천사가 와서 급히 그를 막는다. 아브라함은 그 대신에 수풀에 걸려 있는 숫양을 가져다 제물로 삼았다. 이는 하나님께서 정말로 인간을 제물로 삼으려는 것이 아니라, 하나님에 대한 아브라함의 믿음을 시험하는 사건이었다.

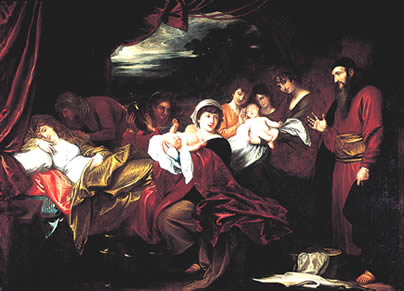
에서와 야곱의 탄생, 벤자민 웨스트 그림.

### 결혼
이사악이 40세 되었을 때 아브라함은 엘리에셀로 추정되는 종을 메소포타미아로 보내 이사악의 신붓감을 찾도록 한다. 노종은 아브라함의 조카 브두엘의 딸인 리브가를 고른다. 이사악이 결혼한 후 몇 년이 지났지만 리브가는 아직 아기를 갖지 못했고 불임인 것으로 보였다. 이사악은 그녀를 위해 기도했고 아이를 가졌다. 리브가는 쌍둥이 아들, 에서와 야곱을 낳았다. 이때 이사악이 60세였다. 이삭은 에서를 편애했고, 리브가는 야곱을 더 편애했다.

### 이주
이사악이 75세 때 아버지 아브라함이 죽자 브엘라해로이로 옮겨 살았다. 기근이 찾아왔을 때 그는 아버지가 전에 살았던 그랄의 블레셋으로 다시 옮겨갔다. 아브라함이 살던 당시 그 땅은 아비멜렉 왕의 지배 하에 있었다. 아버지처럼 이사악은 그의 부인에 대해 아비멜렉에게 거짓말을 했고 우물을 파는 작업에 들어갔다. 그는 아버지가 팠던 우물에 모두 가보았는데 모두 흙으로 막혀 있었다. 아브라함이 죽은 후 블레셋 사람들이 이를 시기하여 그렇게 한 것이었다. 그래서 이사악은 다시 그것들을 파고 브엘세바로 가서 더 많은 우물을 파기 시작했다. 그곳에서 예전에 아버지가 그랬던 것처럼 이삭 또한 아비멜렉과 언약을 맺었다.

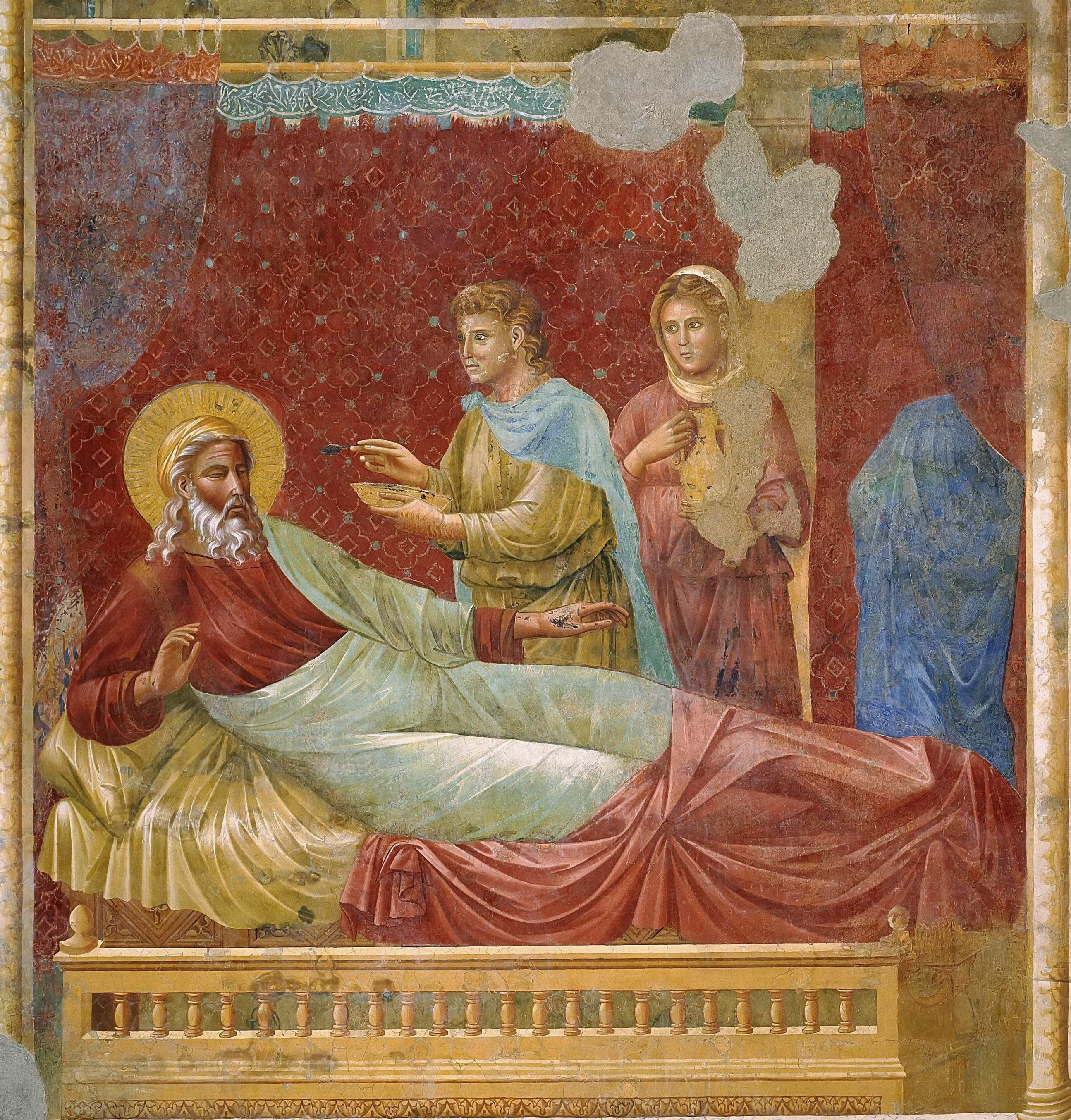
아들을 위해 축복 기도하는 이사악, 조토 디 본도네 그림.

### 장자권
나이가 든 이사악은 눈이 어두워져 앞이 잘 보이지 않게 되었다. 그는 아들 에서를 불러 자신을 위해 염소를 잡아오면 이사악에게 복을 빌어주기로 했다. 에서가 사냥을 하고 있을 즈음, 복을 가로채라는 어머니의 말을 들은 야곱은 자신을 에서처럼 꾸며 아버지에게 축복 기도를 받았다. 이로써 야곱이 이사악의 상속자가 되고 에서는 뒤로 밀려나게 된다. 창세기 25장 29-34절에 따르면, 에서는 예전에 야곱에게 '빵과 죽'을 받고 장자권을 판 적이 있었다. 그 후로, 이사악은 야곱을 메소포타미아로 보내 어머니 리브가의 오빠 라반에게서 부인을 얻도록 한다. 삼촌 라반을 위해 20년간 일한 후, 야곱은 집으로 돌아온다. 그는 쌍둥이 형 에서에게 사과하고, 그 뒤에 아버지 이사악이 180세의 나이로 죽었고 두 형제는 아버지를 헤브론 땅에 묻는다.

### 가계도
|      |      |      |      |      |      |      |      |          |          |          |          |               |               |               |               | 데라          |               |      |      |      |      |                                                                    |                                                                    |                                                                    |                                                                    |                                                                    |                                                                    |  |  |               |               |               |               |               |               |      |      |                 |                 |                 |                 |                 |                 |      |      |                     |                     |                     |                     |                     |                     |         |         |         |         |  |  |
|      |      |      |      |      |      |      |      |          |          |          |          |               |               |               |               |               |               |      |      |      |      |                                                                    |                                                                    |                                                                    |                                                                    |                                                                    |                                                                    |  |  |               |               |               |               |               |               |      |      |                 |                 |                 |                 |                 |                 |      |      |                     |                     |                     |                     |                     |                     |         |         |         |         |  |  |
|      |      |      |      |      |      |      |      |          |          |          |          |               |               |               |               |               |               |      |      |      |      |                                                                    |                                                                    |                                                                    |                                                                    |                                                                    |                                                                    |  |  |               |               |               |               |               |               |      |      |                 |                 |                 |                 |                 |                 |      |      |                     |                     |                     |                     |                     |                     |         |         |         |         |  |  |
| 사라 | 사라 | 사라 | 사라 | 사라 | 사라 |      |      | 아브라함 | 아브라함 | 아브라함 | 아브라함 | 아브라함      | 아브라함      |               |               | 하갈          | 하갈          | 하갈 | 하갈 | 하갈 | 하갈 |                                                                    |                                                                    |                                                                    |                                                                    |                                                                    |                                                                    |  |  |               |               |               |               |               |               |      |      |                 |                 |                 |                 | 하란            | 하란            | 하란 | 하란 | 하란                | 하란                |                     |                     |                     |                     |         |         |         |         |  |  |
| 사라 | 사라 | 사라 | 사라 | 사라 | 사라 |      |      | 아브라함 | 아브라함 | 아브라함 | 아브라함 | 아브라함      | 아브라함      |               |               | 하갈          | 하갈          | 하갈 | 하갈 | 하갈 | 하갈 |                                                                    |                                                                    |                                                                    |                                                                    |                                                                    |                                                                    |  |  |               |               |               |               |               |               |      |      |                 |                 |                 |                 | 하란            | 하란            | 하란 | 하란 | 하란                | 하란                |                     |                     |                     |                     |         |         |         |         |  |  |
|      |      |      |      |      |      |      |      |          |          |          |          |               |               |               |               |               |               |      |      |      |      |                                                                    |                                                                    | 나홀                                                               |                                                                    |                                                                    |                                                                    |  |  |               |               |               |               |               |               |      |      |                 |                 |                 |                 |                 |                 |      |      |                     |                     |                     |                     |                     |                     |         |         |         |         |  |  |
|      |      |      |      |      |      |      |      |          |          |          |          |               |               |               |               |               |               |      |      |      |      |                                                                    |                                                                    |                                                                    |                                                                    |                                                                    |                                                                    |  |  |               |               |               |               |               |               |      |      |                 |                 |                 |                 |                 |                 |      |      |                     |                     |                     |                     |                     |                     |         |         |         |         |  |  |
|      |      |      |      |      |      |      |      |          |          |          |          | 이스마엘      | 이스마엘      | 이스마엘      | 이스마엘      | 이스마엘      | 이스마엘      |      |      |      |      |                                                                    |                                                                    |                                                                    |                                                                    |                                                                    |                                                                    |  |  |               |               |               |               | 밀가          | 밀가          | 밀가 | 밀가 | 밀가            | 밀가            |                 |                 | 롯              | 롯              | 롯   | 롯   | 롯                  | 롯                  |                     |                     | 이스가              | 이스가              | 이스가  | 이스가  | 이스가  | 이스가  |  |  |
|      |      |      |      |      |      |      |      |          |          |          |          | 이스마엘      | 이스마엘      | 이스마엘      | 이스마엘      | 이스마엘      | 이스마엘      |      |      |      |      |                                                                    |                                                                    |                                                                    |                                                                    |                                                                    |                                                                    |  |  |               |               |               |               | 밀가          | 밀가          | 밀가 | 밀가 | 밀가            | 밀가            |                 |                 | 롯              | 롯              | 롯   | 롯   | 롯                  | 롯                  |                     |                     | 이스가              | 이스가              | 이스가  | 이스가  | 이스가  | 이스가  |  |  |
|      |      |      |      |      |      |      |      |          |          |          |          |               |               |               |               |               |               |      |      |      |      |                                                                    |                                                                    |                                                                    |                                                                    |                                                                    |                                                                    |  |  |               |               |               |               |               |               |      |      |                 |                 |                 |                 |                 |                 |      |      |                     |                     |                     |                     |                     |                     |         |         |         |         |  |  |
|      |      |      |      |      |      |      |      |          |          |          |          |               |               |               |               |               |               |      |      |      |      |                                                                    |                                                                    |                                                                    |                                                                    |                                                                    |                                                                    |  |  |               |               |               |               |               |               |      |      |                 |                 |                 |                 |                 |                 |      |      |                     |                     |                     |                     |                     |                     |         |         |         |         |  |  |
|      |      |      |      |      |      |      |      |          |          |          |          | 이스마엘 부족 | 이스마엘 부족 | 이스마엘 부족 | 이스마엘 부족 | 이스마엘 부족 | 이스마엘 부족 |      |      |      |      | 7 아들                                                             | 7 아들                                                             | 7 아들                                                             | 7 아들                                                             | 7 아들                                                             | 7 아들                                                             |  |  | 브두엘        | 브두엘        | 브두엘        | 브두엘        | 브두엘        | 브두엘        |      |      | 첫째 딸         | 첫째 딸         | 첫째 딸         | 첫째 딸         | 첫째 딸         | 첫째 딸         |      |      |                     |                     |                     |                     | 둘째 딸             | 둘째 딸             | 둘째 딸 | 둘째 딸 | 둘째 딸 | 둘째 딸 |  |  |
|      |      |      |      |      |      |      |      |          |          |          |          | 이스마엘 부족 | 이스마엘 부족 | 이스마엘 부족 | 이스마엘 부족 | 이스마엘 부족 | 이스마엘 부족 |      |      |      |      | 7 아들                                                             | 7 아들                                                             | 7 아들                                                             | 7 아들                                                             | 7 아들                                                             | 7 아들                                                             |  |  | 브두엘        | 브두엘        | 브두엘        | 브두엘        | 브두엘        | 브두엘        |      |      | 첫째 딸         | 첫째 딸         | 첫째 딸         | 첫째 딸         | 첫째 딸         | 첫째 딸         |      |      |                     |                     |                     |                     | 둘째 딸             | 둘째 딸             | 둘째 딸 | 둘째 딸 | 둘째 딸 | 둘째 딸 |  |  |
|      |      |      |      |      |      |      |      |          |          |          |          |               |               |               |               |               |               |      |      |      |      |                                                                    |                                                                    |                                                                    |                                                                    |                                                                    |                                                                    |  |  |               |               |               |               |               |               |      |      |                 |                 |                 |                 |                 |                 |      |      |                     |                     |                     |                     |                     |                     |         |         |         |         |  |  |
|      |      |      |      |      |      |      |      |          |          |          |          |               |               |               |               |               |               |      |      |      |      |                                                                    |                                                                    |                                                                    |                                                                    |                                                                    |                                                                    |  |  |               |               |               |               |               |               |      |      |                 |                 |                 |                 |                 |                 |      |      |                     |                     |                     |                     |                     |                     |         |         |         |         |  |  |
|      |      | 이삭 | 이삭 | 이삭 | 이삭 | 이삭 | 이삭 |          |          | 리브가   | 리브가   | 리브가        | 리브가        | 리브가        | 리브가        |               |               |      |      |      |      |                                                                    |                                                                    |                                                                    |                                                                    |                                                                    |                                                                    |  |  |               |               | 라반          | 라반          | 라반          | 라반          | 라반 | 라반 |                 |                 | 모압            | 모압            | 모압            | 모압            | 모압 | 모압 |                     |                     | 암몬인              | 암몬인              | 암몬인              | 암몬인              | 암몬인  | 암몬인  |         |         |  |  |
|      |      | 이삭 | 이삭 | 이삭 | 이삭 | 이삭 | 이삭 |          |          | 리브가   | 리브가   | 리브가        | 리브가        | 리브가        | 리브가        |               |               |      |      |      |      |                                                                    |                                                                    |                                                                    |                                                                    |                                                                    |                                                                    |  |  |               |               | 라반          | 라반          | 라반          | 라반          | 라반 | 라반 |                 |                 | 모압            | 모압            | 모압            | 모압            | 모압 | 모압 |                     |                     | 암몬인              | 암몬인              | 암몬인              | 암몬인              | 암몬인  | 암몬인  |         |         |  |  |
|      |      |      |      |      |      |      |      |          |          |          |          |               |               |               |               |               |               |      |      |      |      |                                                                    |                                                                    |                                                                    |                                                                    |                                                                    |                                                                    |  |  |               |               |               |               |               |               |      |      |                 |                 |                 |                 |                 |                 |      |      |                     |                     |                     |                     |                     |                     |         |         |         |         |  |  |
|      |      |      |      |      |      |      |      |          |          |          |          |               |               |               |               |               |               |      |      |      |      |                                                                    |                                                                    |                                                                    |                                                                    |                                                                    |                                                                    |  |  |               |               |               |               |               |               |      |      |                 |                 |                 |                 |                 |                 |      |      |                     |                     |                     |                     |                     |                     |         |         |         |         |  |  |
|      |      | 에서 | 에서 | 에서 | 에서 | 에서 | 에서 |          |          | 야곱     | 야곱     | 야곱          | 야곱          | 야곱          | 야곱          |               |               |      |      |      |      |                                                                    |                                                                    |                                                                    |                                                                    |                                                                    |                                                                    |  |  |               |               |               |               |               |               |      |      |                 |                 |                 |                 |                 |                 |      |      |                     |                     |                     |                     | 라헬                | 라헬                | 라헬    | 라헬    | 라헬    | 라헬    |  |  |
|      |      | 에서 | 에서 | 에서 | 에서 | 에서 | 에서 |          |          | 야곱     | 야곱     | 야곱          | 야곱          | 야곱          | 야곱          |               |               |      |      |      |      |                                                                    |                                                                    |                                                                    |                                                                    |                                                                    |                                                                    |  |  |               |               |               |               |               |               |      |      |                 |                 |                 |                 |                 |                 |      |      |                     |                     |                     |                     | 라헬                | 라헬                | 라헬    | 라헬    | 라헬    | 라헬    |  |  |
|      |      |      |      |      |      |      |      |          |          |          |          |               |               |               |               |               |               |      |      |      |      |                                                                    |                                                                    |                                                                    |                                                                    |                                                                    |                                                                    |  |  |               |               |               |               |               |               |      |      |                 |                 |                 |                 | 빌하            |                 |      |      |                     |                     |                     |                     |                     |                     |         |         |         |         |  |  |
|      |      |      |      |      |      |      |      |          |          |          |          |               |               |               |               |               |               |      |      |      |      |                                                                    |                                                                    |                                                                    |                                                                    |                                                                    |                                                                    |  |  |               |               |               |               |               |               |      |      |                 |                 |                 |                 |                 |                 |      |      |                     |                     |                     |                     |                     |                     |         |         |         |         |  |  |
|      |      | 에돔 | 에돔 | 에돔 | 에돔 | 에돔 | 에돔 |          |          |          |          |               |               |               |               |               |               |      |      |      |      |                                                                    |                                                                    |                                                                    |                                                                    |                                                                    |                                                                    |  |  |               |               |               |               | 실바          | 실바          | 실바 | 실바 | 실바            | 실바            |                 |                 |                 |                 |      |      |                     |                     |                     |                     |                     |                     |         |         |         |         |  |  |
|      |      |      | 에돔 | 에돔 | 에돔 | 에돔 | 에돔 |          |          |          |          |               |               |               |               |               |               |      |      |      |      |                                                                    |                                                                    |                                                                    |                                                                    |                                                                    |                                                                    |  |  |               |               |               |               | 실바          | 실바          | 실바 | 실바 | 실바            | 실바            |                 |                 |                 |                 |      |      |                     |                     |                     |                     |                     |                     |         |         |         |         |  |  |
|      |      |      |      |      |      |      |      |          |          |          |          |               |               |               |               |               |               |      |      |      |      |                                                                    |                                                                    |                                                                    |                                                                    | 레아                                                               |                                                                    |  |  |               |               |               |               |               |               |      |      |                 |                 |                 |                 |                 |                 |      |      |                     |                     |                     |                     |                     |                     |         |         |         |         |  |  |
|      |      |      |      |      |      |      |      |          |          |          |          |               |               |               |               |               |               |      |      |      |      |                                                                    |                                                                    |                                                                    |                                                                    |                                                                    |                                                                    |  |  |               |               |               |               |               |               |      |      |                 |                 |                 |                 |                 |                 |      |      |                     |                     |                     |                     |                     |                     |         |         |         |         |  |  |
|      |      |      |      |      |      |      |      |          |          |          |          |               |               |               |               |               |               |      |      |      |      |                                                                    |                                                                    |                                                                    |                                                                    |                                                                    |                                                                    |  |  |               |               |               |               |               |               |      |      |                 |                 |                 |                 |                 |                 |      |      |                     |                     |                     |                     |                     |                     |         |         |         |         |  |  |
|      |      |      |      |      |      |      |      |          |          |          |          |               |               |               |               |               |               |      |      |      |      | 1. 르우벤 2. 시므온 3. 레위 4. 유다 9. 잇사갈 10. 스불론 디나 (딸) | 1. 르우벤 2. 시므온 3. 레위 4. 유다 9. 잇사갈 10. 스불론 디나 (딸) | 1. 르우벤 2. 시므온 3. 레위 4. 유다 9. 잇사갈 10. 스불론 디나 (딸) | 1. 르우벤 2. 시므온 3. 레위 4. 유다 9. 잇사갈 10. 스불론 디나 (딸) | 1. 르우벤 2. 시므온 3. 레위 4. 유다 9. 잇사갈 10. 스불론 디나 (딸) | 1. 르우벤 2. 시므온 3. 레위 4. 유다 9. 잇사갈 10. 스불론 디나 (딸) |  |  | 7. 갓 8. 아셀 | 7. 갓 8. 아셀 | 7. 갓 8. 아셀 | 7. 갓 8. 아셀 | 7. 갓 8. 아셀 | 7. 갓 8. 아셀 |      |      | 5. 단 6. 납달리 | 5. 단 6. 납달리 | 5. 단 6. 납달리 | 5. 단 6. 납달리 | 5. 단 6. 납달리 | 5. 단 6. 납달리 |      |      | 12. 요셉 13. 베냐민 | 12. 요셉 13. 베냐민 | 12. 요셉 13. 베냐민 | 12. 요셉 13. 베냐민 | 12. 요셉 13. 베냐민 | 12. 요셉 13. 베냐민 |         |         |         |         |  |  |

## 매장지
지역 전통 관습에 따라서 이삭과 리브가의 무덤은 아브라함과 사라, 야곱과 레아의 무덤과 함께 패트리아크 동굴에 있다.